# Tony Maiello

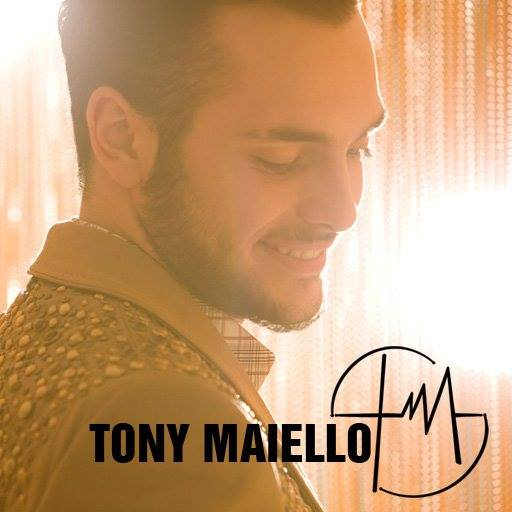
Tony Maiello

Tony Maiello (* 15. März 1989 in Castellammare di Stabia) ist ein italienischer Sänger und Songwriter.

## Werdegang
Maiello stammt aus der Metropolregion Neapel. Nachdem seine Bewerbung bei der Castingshow Amici erfolglos war, nahm er 2008 an der ersten italienischen Ausgabe von X Factor teil, wo er den vierten Platz erzielen konnte. Anschließend wurde er von der Jurorin Mara Maionchi produziert. So konnte er 2009 seine erste EP Ama calma veröffentlichen. Beim Sanremo-Festival 2010 präsentierte Maiello das Lied Il linguaggio della resa, mit dem ihm den Sieg in der Newcomer-Kategorie gelang. Im Anschluss erschien das gleichnamige Album.
2012 wechselte Maiello zum Label Rosso al tramonto und veröffentlichte mehrere Singles. Außerdem trat er ab 2015 als Songwriter für andere Interpreten in Erscheinung, so für Laura Pausini, Lorenzo Fragola und Francesco Renga.

## Diskografie
Alben und EPs

| Jahr | Titel                    | Höchstplatzierung, Gesamtwochen, AuszeichnungChartsChartplatzierungen (Jahr, Titel, Platzierungen, Wochen, Auszeichnungen, Anmerkungen) | Anmerkungen |
| Jahr | Titel                    | IT | Anmerkungen |
| ---- | ------------------------ | --- | ----------- |
| 2010 | Il linguaggio della resa | IT42 (7 Wo.)IT | Edel        |

- 2009 – Ama calma (EP)

Singles

| Jahr | Titel Album              | Höchstplatzierung, Gesamtwochen, AuszeichnungChartsChartplatzierungen (Jahr, Titel, Album, Platzierungen, Wochen, Auszeichnungen, Anmerkungen) | Anmerkungen |
| Jahr | Titel Album              | IT | Anmerkungen |
| ---- | ------------------------ | --- | ----------- |
| 2010 | Il linguaggio della resa | IT19 (4 Wo.)IT |             |

- 2008 – Mi togli il respiro
- 2009 – Ama calma
- 2009 – Fidati di me
- 2010 – Come gli altri
- 2010 – Echo (mit Brooke Borg)
- 2012 – Chi ha inventato i sentimenti
- 2012 – Farsi del male x sempre
- 2013 – Un punto e poi da capo (mit Claudia Megrè)
- 2013 – S’incendia la testa
- 2013 – Aria di Natale

## Belege
1. ↑  Alben von Tony Maiello. In: Italiancharts.com. Hung Medien, abgerufen am 5. Juli 2016.
2. ↑  Guido Racca & Chartitalia: Top 100 FIMI Singoli. Lulu, 2013, S. 115.

| Personendaten    | Personendaten           |
| ---------------- | ----------------------- |
| NAME             | Maiello, Tony           |
| KURZBESCHREIBUNG | italienischer Popsänger |
| GEBURTSDATUM     | 15. März 1989           |
| GEBURTSORT       | Castellammare di Stabia |